# 大社義規
大社 義規（おおこそ よしのり、1915年2月1日 - 2005年4月27日）は、日本の実業家。日本ハム創業者で元社長。香川県大川郡津田町津田（現・さぬき市）出身。

## 来歴・人物
1934年、家の没落で旧制高松高等商業学校（現・香川大学経済学部）を中退した。叔父経営の養豚組合に就職したのち1942年に日本ハム株式会社の前身母体となる「徳島食肉加工工場」を徳島市で設立。その後戦災による工場焼失、1951年に株式組織とし「徳島ハム株式会社」の設立を経たのち大阪市浪速区に拠点を移し、「鳥清ハム」との合併を経て1963年に日本ハムに商号を変更、ハム・ソーセージを中心とした食肉加工のトップメーカーに成長させた。この頃、取材に訪れた業界紙「日本加工食品新聞」の小菅留治編集長と知り合い、その後長きに渡って交流する。小菅編集長は後の藤沢周平で、大社は藤沢の小説は全て読破する熱烈なファンであった。その交流はお互いの晩年まで続いたという。
1973年には旧制高松中（現・高松高校）の先輩である三原脩の勧めにより日拓ホームフライヤーズを買収し、公募で決定した新ニックネームをつけ「日本ハムファイターズ」としてプロ野球に参戦。オーナーに就任し、チームの躍進とともに企業のイメージアップにつなげた。大社は三原を球団社長に、三原の娘婿である中西太を監督に招聘している。1981年には大沢啓二監督の指揮のもと1962年の東映時代以来19年ぶり、日本ハムとしては初めてのパシフィック・リーグ優勝を果たす。
2002年の狂牛病対策による農林水産省の制度を悪用した牛肉偽装事件の影響で経営から身を引き、第一線からも退いた。晩年の大社は大変な巨漢であり、2005年4月2日、本拠地移転後の開幕戦を観戦する際には車いすで札幌ドームへ駆けつけた。同年4月27日午後5時45分、兵庫県の病院にて心不全のため死去した。90歳没。その後は甥で大社の養子である大社啓二が日本ハムの取締役、北海道日本ハムファイターズオーナーを引き継いだ。

## 野球好きに関するエピソード
大社は、広島東洋カープのオーナーだった松田耕平とともに球界きっての野球好きのオーナーとしても有名であった。
- 日本ハム球団のオーナーとなる事が決まった際、同業者からは球団を持つ事に対して「そんな金がかかる事やめな！」と多くの反対があったものの、大社は意志を曲げなかった[1]。
- 足しげく球場に観戦に通い、選手に声を掛けている姿はファンによく目撃され、オーナー在職中は新入団選手発表記者会見やプロ野球ドラフト会議にも毎年顔を出していた。
- 選手の仲人を数多く務めた。
- 白井一幸（元日本ハムファイターズヘッドコーチ）の話によると、大社は「やろうと思えば何でもできる」、「できると思えば必ずできる」という言葉を選手たちに言い聞かせてくれていたという[2]。
- まだ携帯電話やファックス、インターネットが無い時代、毎試合、球場に本社職員を派遣させ、試合経過を電話で随時報告してもらい確認していた。
- 酒好きではあったが、日本ハムの試合が行われている時は選手に失礼だからという理由でまったく飲まなかったという。
- 1981年の日本ハムのリーグ優勝の後、「次に胴上げされるときには（前身の東映フライヤーズが優勝したときに当時のオーナー・大川博が身につけていた）背番号100のユニフォームを着たい」と語っていたという。この夢は果たせなかったが、2009年、背番号100はオーナーとしては日本史上初の永久欠番となった（北海道日本ハム、2009年2月1日制定）。
- 2005年の大阪市北御堂で行われた大社の葬儀では「ファイターズ讃歌」が流れ、ファイターズの応援団が旗を振り見送られた[3]。
- 2006年に日本ハムが44年振りの日本一を果たした際は、大社啓二オーナー（当時）が持つ遺影という形ではあったが選手によって胴上げされた。これは、大社が日本ハム球団を心の底から愛していたことをはっきりと証明するものとなった。
- 2009年1月13日、特別表彰で野球殿堂入りを果たした。

## 栄典
1988年、勲二等旭日重光章受章。

## 脚註
1. ↑  ベースボールマガジン2月号　1974-1987 日本ハムファイターズ後楽園伝説　ベースボール・マガジン社.2021年.P31
2. ↑  野球のこと『ナイストライ! 白井一幸ブログ』 2009年1月16日付
3. ↑  私のなかの歴史 プロ野球日本ハム元オーナー大社啓二さん ファイターズと見た夢15 - 北海道新聞2022年12月12日夕刊
4. ↑  「秋の叙位叙勲4538人、晴れの受章　隠れた功労者、史上2位の1741人」『読売新聞』1988年11月3日朝刊